# آیلا کل
آیلا کِل (انگلیسی: Ayla Kell؛ زادهٔ ۷ اکتبر ۱۹۹۰) یک هنرپیشه و بالرین اهل ایالات متحده آمریکا است. وی از سال ۱۹۹۴ میلادی تاکنون مشغول فعالیت بوده‌است.

## گزیدهٔ آثار

### سینما
- چه اتفاقی افتاده‌است؟ (۲۰۰۸)

### تلویزیون
- سی‌اس‌آی: میامی (۲۰۰۸)
- علف (۲۰۰۵)
- دنیای مالکوم (۲۰۰۴)
- دختران باشگاه راک  (۲۰۰۹)